# SS-Jagdgruppe 232 Slowakei
SS-Jagdgruppe 232 „Slowakei” (kryptonim „Josef”) – nazistowski oddział zbrojny Schutzstaffel złożony ze Słowaków i Niemców pod koniec II wojny światowej.

## Historia
10 września 1944 przybyła do Bratysławy grupa niemieckich instruktorów z Kampfschule Dywizji Grenadierów Pancernych „Brandenburg” z Fryburga. Na ich czele stał SS-Obersturmführer dr Walter Pawlovský. Ich zadaniem było sformowanie przeciwpartyzanckiego oddziału do zadań specjalnych, podlegającego SS-Jagdverband Süd-Ost z siedzibą w Wiedniu pod kierownictwem SS-Hauptsturmführera Alexandra Aucha. Utajony werbunek dotyczył słowackich Niemców oraz Słowaków z Gwardii Hlinki i jej organizacji młodzieżowej Młodzież Hlinki.
Ogółem oddział liczył ok. 120 ludzi, w tym ok. 40 Słowaków. Składał się ze sztabu i czterech pododdziałów, na czele których stali SS-Untersturmführer Ferdinand Sonnberger, SS-Oberscharfuhrer Hanke, SS-Oberscharführer Puritcher. Czwarty pododdział złożony ze Słowaków był dowodzony przez zastępcę dowódcy SS-Untersturmführera Kurta Wernera Tuttera. W Bratysławie rezydował SS-Oberscharführer dr. Reindl, który odpowiadał za współpracę z niemieckimi i słowackimi urzędami. Żołnierze SS-Jagdgruppe 232 „Slowakei” nosili mundury niemieckie i słowackie (wojskowe i różnych organizacji paramilitarnych). Uzbrojeni byli w pistolety i karabiny produkcji niemieckiej, czechosłowackiej, sowieckiej i angielskiej.
Do końca października 1944 r. trwało szkolenie wojskowe. Po jego zakończeniu sztab oddziału wraz z dwoma pododdziałami przeniósł się z miejscowości Sekule do Trenčianskych Teplic. Stąd przeprowadzano przeciwpartyzanckie akcje, nawet w promieniu 60–70 km. Pojmanych partyzantów przesłuchiwano na miejscu, a następnie przekazywano SD w Trenčinie. Druga część oddziału (dwa kolejne pododdziały) przebywała w rejonie miejscowości Zwoleń, gdzie do stycznia 1945 prowadziła dalsze szkolenie wojskowe. Od czasu do czasu wykonywano przeciwpartyzanckie wypady. W lutym prawdopodobnie na podstawie rozkazu SS-Jagdverband Süd-Ost dowództwo SS-Jagdgruppe 232 „Slowakei” rozpoczęło dalszy werbunek do oddziału spośród słowackich Niemców z SS-Heimatschutz „Slowakei” i Słowaków, osiągając stan liczebny ok. 250 żołnierzy. Wyszkolono z nich ok. 100 dywersantów. Oddział składał się ze sztabu oraz dwóch rot – niemieckiej pod dowództwem SS-Untersturmführera Valko i słowackiej dowodzonej przez SS-Sturmscharführera F. Matela. Istniał też pododdział ochronny pod dowództwem SS-Obersturmführera D. Michalského.
Wobec zbliżenia się frontu, na tyły Armii Czerwonej zostało przerzuconych kilka grup dywersyjnych, liczących 3–5 żołnierzy Jagdgruppe 232 „Slowakei”. Pod koniec marca 1945 r. oddział wycofał się na Morawy w rejon Brna i Ołomuńca, prowadząc dalej przeciwpartyzanckie akcje. 25 kwietnia rozkazem swojego dowództwa został rozwiązany. Słowacy starali się powrócić do swoich domów, zaś Niemcy przedostać na tereny zajęte przez Amerykanów.
Część słowackich członków Jagdgruppe 232 „Slowakei” została po wojnie osądzona przed radzieckimi trybunałami wojskowymi, dostając kary od 15 do 25 lat więzienia. Dopiero w latach 1953–1955 powrócili oni do Czechosłowacji, aby odbyć resztę kary.